# Frank Nitti
Francesco Raffaele Nitto, meglio conosciuto come Frank Nitti (Angri, 27 gennaio 1886 – Chicago, 19 marzo 1943), è stato un mafioso italiano, boss di Chicago degli anni venti e trenta.
Fu il vice e braccio destro di Al Capone, e poi suo successore a capo della Chicago Outfit dal 1931 al 1943, anno della sua morte.

## Biografia

### Anni del proibizionismo
Nato ad Angri, in provincia di Salerno, il 27 gennaio 1886, emigrò a New York subito dopo la fine della prima guerra mondiale e poco più tardi si trasferì a Chicago, dove aprì un negozio da barbiere. Parallelamente mise in piedi una piccola banda di ladri di gioielli, grazie alla quale conobbe Johnny Torrio. Entrato nella banda di Torrio e di Capone, ne divenne rapidamente uno dei capi. All'inizio degli anni venti, durante il proibizionismo, si occupò del contrabbando di liquori, importando whisky dal Canada. Grazie al suo fiuto per il crimine dopo il ritiro di Torrio, alla metà degli anni venti, Capone lo nominò suo vice. Nonostante il suo soprannome fosse The enforcer, Nitti fu considerato un boss che non amava la violenza; quando non poteva evitare gli spargimenti di sangue, delegava gli omicidi ai suoi uomini di fiducia, evitando di fare il lavoro sporco di persona.

### Boss dell'Outfit
Nel 1931 sia Nitti che Capone finirono in carcere per evasione fiscale. Nitti fu condannato a 18 mesi, mentre Capone a 11 anni. Nel periodo trascorso in carcere si dimostrò un detenuto tranquillo. Poiché soffriva di claustrofobia fu trasferito in una cella più ampia. All'inizio del 1932, uscito di prigione, divenne il boss reggente della Chicago Outfit in sostituzione di Capone. Alcuni storici sostengono che in realtà avesse fatto parte di un triumvirato, insieme a Paul Ricca e a Tony Accardo. Ebbe ottimi rapporti con i principali boss di New York, soprattutto con Lucky Luciano e con Meyer Lansky. I suoi uomini di fiducia furono Tony Accardo, Sam Giancana, Paul Ricca, Ross Prio, Louis Campagna e Sam Battaglia. L'organizzazione traeva profitto dai racket della prostituzione, del gioco d'azzardo, delle estorsioni e dei sindacati.

### Ultimi anni
Nel 1943 fu arrestato insieme ad alcuni dei più importanti membri della cosca, per le estorsioni ai sindacati del cinema di Hollywood, in California. Tra gli arrestati figuravano anche i suoi uomini di fiducia: Paul Ricca e Louis Campagna, oltre a John Roselli, Phil D'Andrea, Charles Gioe e Nick Circella. Le case di produzione cinematografica interessate erano gli MGM Studios, la Paramount Pictures, la 20th Century Fox e la Columbia Pictures.
Nitti, non sopportando di tornare in carcere a causa della sua claustrofobia, decise di togliersi la vita: il giorno precedente al processo, dopo aver accompagnato la moglie in chiesa, prese una pistola e andò verso la stazione ferroviaria di North Riverside, dove, arrivato vicino ai binari, si sparò alla testa. Alla guida della cosca gli successe Paul Ricca, conosciuto anche come Felice DeLucia. Le autorità ipotizzarono anche altri motivi per il suicidio, senza tuttavia giungere ad accertarli.
Nitti viene sepolto nel Cimitero di Mount Carmel ad Hillside, Illinois.

## Frank Nitti nei media
- Nel film Il massacro del giorno di San Valentino (1967) di Roger Corman, il personaggio di Nitti è interpretato da Harold J. Stone.
- Nel film Quella sporca ultima notte (1975) di Steve Carver, il personaggio di Nitti è interpretato da Sylvester Stallone.
- Nel film The Untouchables - Gli intoccabili (1987) di Brian De Palma, Nitti è un killer al soldo di Capone ed è il carnefice di Wallace e di Malone. Il braccio destro di Al Capone ispirato a Nitti (che porta anche lo stesso nome) finisce, nel film, ucciso dal protagonista Eliot Ness prima della condanna del suo capo, ed è interpretato da Billy Drago.
- Appare anche nel film Era mio padre (2002) di Sam Mendes interpretato dall'attore di origini italiane Stanley Tucci, dove fa da tramite tra i boss ed Al Capone.
- Il personaggio di Nitti appare inoltre in Nemico pubblico - Public Enemies (2009), diretto da Michael Mann, dove è interpretato da Bill Camp.